# توصيف الجسيمات النانوية

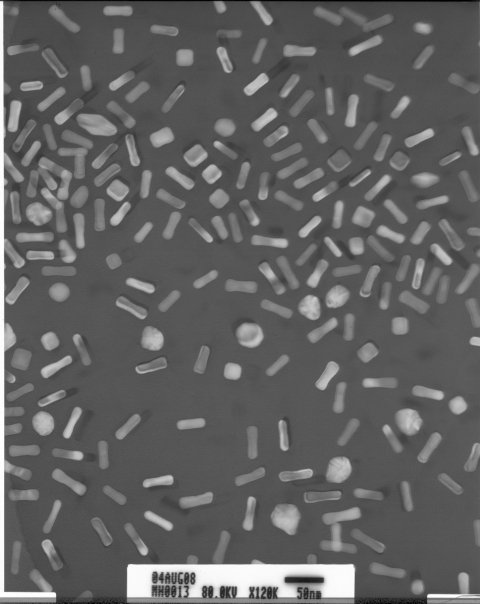

يُعد توصيف الجسيمات النانوية فرعًا من علم القياس النانوي يتعامل مع توصيف الخصائص الفيزيائية والكيميائية للجسيمات النانوية أو قياسها. يبلغ قياس أحد الأبعاد الخارجية، على الأقل، للجسيمات النانوية أقل من 100 نانومتر. وغالبًا ما تُصمم لخصائصها الفريدة. تختلف الجسيمات النانوية عن المواد الكيميائية التقليدية إذ لا يعد تركيبها الكيميائي وتركيزها مقاييس كافية لوصف كامل، لأنها تختلف في الخصائص الفيزيائية الأخرى مثل الحجم، والشكل، والخصائص السطحية، ودرجة التبلور وحالة التشتت.
تُوصف الجسيمات النانوية لأغراض مختلفة، تضمن دراسات علم السموم النانوي وتقييم التعرض في أماكن العمل لتقييم مخاطرها الصحية والأمنية، بالإضافة إلى التحكم في عملية التصنيع. هناك مجموعة واسعة من الأجهزة لقياس هذه الخصائص، بما فيها الطرق المجهرية والمطيافية وكذلك عدادات الجسيمات. تُوفر العديد من المنظمات معايير المقاييس والمواد المرجعية لتقنية النانو، رغم أنها ما تزال تخصصًا جديدًا.

## نظرة عامة
تهتم تقنية النانو بمعالجة المادة على المقياس الذري لإنشاء مواد أو أجهزة أو أنظمة ذات خصائص أو وظائف جديدة. لها تطبيقات محتملة في قطاعات الطاقة، والرعاية الصحية، والصناعة، والاتصالات، والزراعة، والمنتجات الاستهلاكية وقطاعات أخرى. يبلغ قياس بعد واحد، على الأقل، من أبعاد الجسيمات النانوية أقل من 100 نانومتر، وغالبًا ما تملك خصائص مختلفة عن النسخ الإجمالية للمواد المكونة لها، ما يجعلها مفيدة تقنيًا. تستخدم هذه المقالة تعريفًا واسعًا للجسيمات النانوية يتضمن جميع المواد النانوية الحرة بصرف النظر عن شكلها أو عدد أبعادها النانوية، بدلًا من تعريف أيزو/ تي إس  80004 الأكثر تقييدًا الذي يشير فقط إلى الأجسام النانوية المستديرة. 
تختلف المتطلبات التحليلية للجسيمات النانوية عن المواد الكيميائية التقليدية، التي يكون تركيبها الكيميائي وتركيزها مقاييس كافية لها. تملك الجسيمات النانوية خصائص فيزيائية أخرى يجب قياسها لتوصيفها بشكل كامل، مثل الحجم، والشكل، والخصائص السطحية ودرجة التبلور وحالة التشتت. تُعد الخصائص الإجمالية للجسيمات النانوية حساسة للتغيرات الصغيرة في هذه الخصائص، ولها آثار على التحكم في العملية في استخدامها الصناعي. تؤثر هذه الخصائص أيضًا على التأثيرات الصحية للتعرض للجسيمات النانوية في تركيبة معينة.
هناك تحدٍّ إضافي يتمثل في أن أخذ العينات والإجراءات المختبرية يمكن أن تؤدي إلى إخلال بحالة تشتت الجسيمات النانوية، أو انحياز توزيع خصائصها الأخرى. في السياقات البيئية، لا يمكن للعديد من الطرق اكتشاف التركيزات المنخفضة للجسيمات النانوية التي قد تكون ذات تأثير سلبي. قد تتداخل الخلفية العالية للجسيمات النانوية الطبيعية والعرضية مع اكتشاف الجسيمات النانوية المستهدفة المصممة هندسيًا، إذ يصعب تمييز الاثنين. يمكن أيضًا خلط الجسيمات النانوية مع جزيئات أكبر. بالنسبة لبعض التطبيقات، يمكن توصيف الجسيمات النانوية في مصفوفات معقدة مثل الماء، والتربة، والغذاء، والبوليمرات، والأحبار، ومخاليط معقدة من السوائل العضوية مثل مستحضرات التجميل أو الدم.

## أنواع الطرق
تولد الطرق المجهرية صورًا للجسيمات النانوية الفردية لتوصيف شكلها وحجمها وموقعها. تعتبر الطرق السائدة هي المجهرية الإلكترونية والفحص المجهري بالمسبار الماسح. المجهرية الضوئية التقليدية غير مفيدة، لأن حجم الجسيمات النانوية أقل من حد انحراف الضوء المرئي. يمكن إقران المجاهر الإلكترونية بالطرق الطيفية التي يمكنها إجراء تحليل العناصر. تعتبر الطرق المجهرية مدمرة، وقد تكون عرضة للأدوات غير المرغوب فيها من طرق تحضير العينة مثل ظروف التجفيف أو التفريغ المطلوبة لبعض الطرق، أو من هندسة طرف المجس في حالة الفحص المجهري بالمسبار الماسح. بالإضافة إلى ذلك، تعتمد المجهرية على قياسات الجسيمات الفردية، ما يعني أنه يجب توصيف أعداد كبيرة من الجسيمات الفردية لتقدير خواصها الإجمالية. هناك طريقة أحدث، الفحص المجهري بالساحة المظلمة المعزز مع التصوير فوق الطيفي، تبدو واعدةً لتصوير الجسيمات النانوية في مصفوفات معقدة مثل الأنسجة البيولوجية ذات التباين والإنتاجية الأعلى. 
تُعد المطيافية -التي تقيس تفاعل الجسيمات مع الإشعاع الكهرومغناطيسي كدالة لطول الموجة- مفيدةً لبعض فئات الجسيمات النانوية لتوصيف التركيز والحجم والشكل. تُعتبر النقاط الكمومية شبه الموصلة جزيئات نانوية فلورية ومعدنية تعرض امتصاصات بلازمون السطح، ما يجعل كلاهما قابلًا لمطيافية الأشعة المرئية وفوق البنفسجية. وتُستخدم أيضًا مطيافية الأشعة تحت الحمراء ومطيافية الرنين المغناطيسي النووي ومطيافية الأشعة السينية مع الجسيمات النانوية. تُستخدم طرق تشتت الضوء: ضوء الليزر أو الأشعة السينية أو تشتت النيوترون لتحديد حجم الجسيمات، كل طريقة مناسبة لنطاقات الأحجام المختلفة وتراكيب الجسيمات.
هناك طرق متنوعة مثل الرحلان الكهربائي للشحنة السطحية، وطريقة برونوير إيميت تيلر للمساحة السطحية، وحيود الأشعة السينية للبنية البلورية؛ وأيضًا مطيافة الكتلة لكتلة الجسيمات، وعدادات الجسيمات لعدد الجسيمات. يمكن استخدام تقنيات الاستشراب والطرد المركزي والترشيح لفصل الجسيمات النانوية حسب الحجم أو الخواص الفيزيائية الأخرى قبل أو أثناء التوصيف.

## الحجم والتشتت
يُعتبر حجم الجسيمات هو أبعادها الخارجية، والتشتت المتعدد هو مقياس لمدى أحجام الجسيمات في العينة. إذا كان الجسيم ممدودًا أو غير منتظم الشكل، فسيختلف الحجم بين الأبعاد، رغم أن العديد من تقنيات القياس تنتج قطرًا كرويًا مكافئًا بناءً على الخاصية البديلة المقاسة. يمكن حساب الحجم من الخواص الفيزيائية مثل سرعة الترسب ومعدل أو المعامل الانتشار والحركية الكهربائية. يمكن حساب الحجم أيضًا من الصور المجهرية باستخدام المعلمات المقيسة مثل قطر فيريت وقطر مارتن وأقطار مساحة الإسقاط، وغالبًا ما تستخدم المجهرية الإلكترونية لهذا الغرض في الجسيمات النانوية. قد تختلف قياسات الحجم بين الطرق لأنها تقيس جوانب مختلفة لأبعاد الجسيمات، أو لأنها توجد معدل التوزيعات على مجموعة متكاملة بشكل مختلف، أو قد يؤدي التحضير للطريقة أو تشغيلها إلى تغيير حجم الجسيمات الفعلي.
تشتمل تقنيات قياس حجم الجسيمات النانوية المحمولة جوًا، على الرواطم المتعاقبة، والرواطم الكهربائية منخفضة الضغط، والمحللات الحركية، وأجهزة مطياف الكتلة لزمن الطيران. بالنسبة للجسيمات النانوية المعلقة، تشتمل التقنيات على استطارة الضوء الديناميكي، وحيود الليزر، وتجزئة حقل التدفق، وتحليل تتبع الجسيمات، واستشراب استبعاد الحجم، والترسيب بالطرد المركزي ومجهر القوة الذرية. بالنسبة للجسيمات النانوية المعلقة، تشتمل التقنيات على انتشار الضوء الديناميكي، وحيود الليزر، وتوزع مجال الانسياب، وتحليل تتبع الجسيمات، واستشراب استبعاد الحجم، والترسيب بالطرد المركزي ومجهر القوة الذرية. بالنسبة للمواد الجافة، تتضمن تقنيات قياس الحجم المجهر الإلكتروني ومجهر القوة الذرية وحيود الأشعة السينية. يُستخدم الحساب الارتجاعي من قياسات مساحة السطح عادةً، ولكن هذه القياسات عرضة للخطأ للمواد المسامية. تشتمل الطرق الإضافية على الاستشراب الهيدرودينامي، واستطارة الضوء الساكن، واستطارة الضوء متعدد الزوايا، وقياس الكدر، وكشف التكسير المستحث بالليزر ومطيافية الأشعة المرئية وفوق البنفسجية؛ بالإضافة إلى المجهرية الضوئية لمسح المجال القريب، ومجهرية الماسح الليزري البؤري، والرحلان الكهربائي الشعري، والطرد المركزي الفائق، وترشيح الجريان التقاطعي، وتبعثر الأشعة السينية بزاوية صغيرة، وتحليل الحركة التفاضلية. يتجنب استخدام المجهر الإلكتروني الماسح البيئي التغييرات المورفولوجية الناتجة عن الفراغ المطلوب لمجهرية المسح الإلكتروني القياسية، على حساب الدقة.